# Гранерос
Гранерос (исп. Graneros) — город в Чили. Административный центр одноимённой коммуны. Население — 21615 человек (2002).   Город и коммуна входит в состав провинции Качапоаль и области Либертадор-Хенераль-Бернардо-О’Хиггинс.

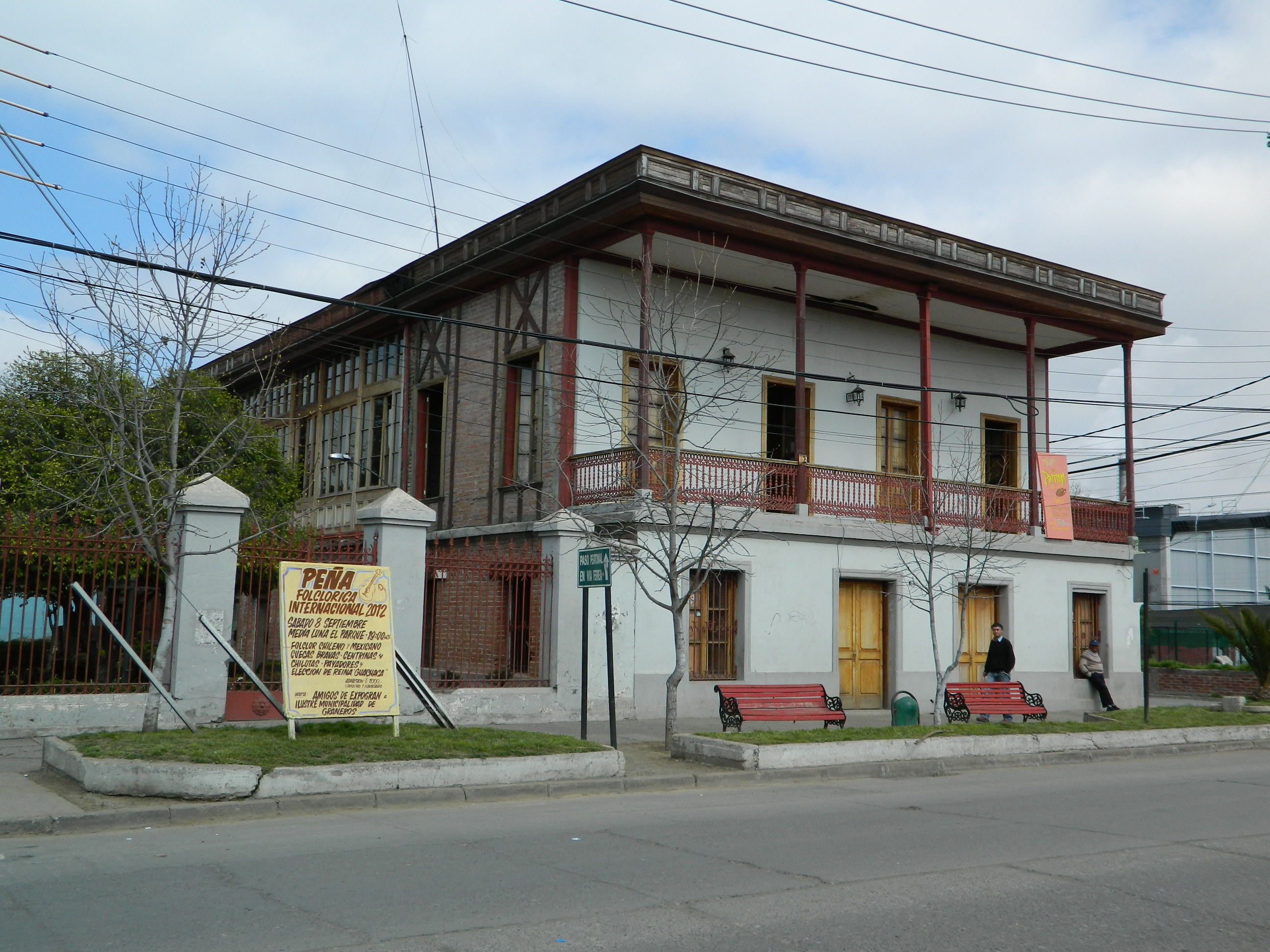

Территория — 113 км². Численность населения — 33 437 жителя (2017). Плотность населения — 295,9 чел./км².

## Расположение
Город расположен в 12 км на север от административного центра области города Ранкагуа.
Коммуна граничит:
- на севере — c коммуной Мостасаль
- на востоке — с коммуной Кодегуа
- на юге — c коммуной Ранкагуа
- на западе — c коммуной Ранкагуа

## Демография
Согласно сведениям, собранным в ходе переписи 2017 г  Национальным институтом статистики (INE),  население коммуны составляет:
| Полное население                          | Полное население                          | Полное население                          | Полное население                          | Полное население                          | 33 437 |
| ----------------------------------------- | ----------------------------------------- | ----------------------------------------- | ----------------------------------------- | ----------------------------------------- | ------ |
| в том числе:                              | Городское население                       | 29 821                                    | Процент городского населения, %           | 89,19                                     |        |
|                                           | Сельское население                        | 3 616                                     | Процент сельского населения, %            | 10,81                                     |        |
|                                           | Мужское население                         | 16 634                                    | Процент мужского населения, %             | 49,75                                     |        |
|                                           | Женское население                         | 16 803                                    | Процент женского населения, %             | 50,25                                     |        |
| Плотность населения, чел/км²              | Плотность населения, чел/км²              | Плотность населения, чел/км²              | Плотность населения, чел/км²              | Плотность населения, чел/км²              | 295,9  |
| Население коммуны в % к населению области | Население коммуны в % к населению области | Население коммуны в % к населению области | Население коммуны в % к населению области | Население коммуны в % к населению области | 3,66   |

| Динамика изменения населения коммуны | Динамика изменения населения коммуны | Динамика изменения населения коммуны | Динамика изменения населения коммуны |
| ------------------------------------ | ------------------------------------ | ------------------------------------ | ------------------------------------ |
| 1992                                 | 2002                                 | 2012                                 | 2017                                 |
| 22453                                | 25961▲                               | 30372▲                               | 33437▲                               |

## Важнейшие населенные пункты[4]
| №  | Населённый пункт | Населённый пункт (исп.) | Категория | Население чел. (2002) | На карте                        |
| -- | ---------------- | ----------------------- | --------- | --------------------- | ------------------------------- |
| 1  | Гранерос         | Graneros                | город     | 21615                 | 34°04′08″ ю. ш. 70°43′41″ з. д. |
| 2  | Ла-Компанья      | La Compañía             | поселок   | 1059                  | 34°04′53″ ю. ш. 70°41′03″ з. д. |
| 3  | Ла-Кабанья       | La Cabaña               | поселок   | 335                   | 34°05′43″ ю. ш. 70°43′06″ з. д. |
| 4  | Нуэвос-Кампос    | Nuevos Campos           | поселок   | 305                   | 34°07′15″ ю. ш. 70°41′11″ з. д. |
| 5  | Эль-Майтен       | El Maitén               | поселок   | 252                   | 34°05′37″ ю. ш. 70°41′09″ з. д. |
| 6  | Туниче           | Tuniche                 | поселок   | 199                   | 34°06′21″ ю. ш. 70°45′00″ з. д. |
| 7  | Ла-Игера         | La Higuera              | поселок   | 182                   | 34°02′48″ ю. ш. 70°45′05″ з. д. |
| 8  | Лас-Мерседес     | Las Mercedes            | поселок   | 160                   | 34°04′02″ ю. ш. 70°46′40″ з. д. |
| 9  | Куарта-Ихуэла    | Cuarta Hijuela          | поселок   | 128                   | 34°05′01″ ю. ш. 70°44′27″ з. д. |
| 10 | Лос-Ромерос      | Los Romeros             | поселок   | 127                   | 34°02′01″ ю. ш. 70°44′08″ з. д. |
| 11 | Эль-Арросаль     | El Arrozal              | поселок   | 95                    | 34°05′22″ ю. ш. 70°46′02″ з. д. |